# Oncostemum coriaceum
Oncostemum coriaceum är en viveväxtart som beskrevs av Joseph Marie Henry Alfred Perrier de la Bâthie. Oncostemum coriaceum ingår i släktet Oncostemum och familjen viveväxter. Utöver nominatformen finns också underarten O. c. manongarivense.